# 'De klepper klept niet meer'; lepra door de eeuwen heen
 'De klepper klept niet meer'; lepra door de eeuwen heen was een tentoonstelling in het Tropenmuseum van 22 december 1983 tot 25 maart 1984.
Deze tentoonstelling over lepra, die tot stand kwam in nauwe samenwerking met de Nederlandse Stichting voor Leprabestrijding, gaf een veelzijdig beeld van lepra (of melaatsheid), een gewone infectieziekte die veroorzaakt wordt door de staafvormige bacterie Mycobacterium leprae. Aan de orde kwamen het karakter en de voorwaarden van de ziekte, haar geschiedenis en verspreiding, de geschiedenis van lepra in Nederland, lepra in de Bijbel, de voorstellingen van de ziekte in de beeldende kunst, katholieke beschermheiligen en ziekenverplegers als (de volgelingen van) Don Bosco, Petrus Donders en pater Damiaan, moderne voorlichtingscampagnes bij leprabestrijding, geneesmiddelen, en het voortgaand wetenschappelijk onderzoek. Speciale aandacht werd ook besteed aan Chaulmoogra-olie, een in de vergetelheid geraakt oeroud geneesmiddel dat eeuwen geleden werd gebruikt in Azië en Afrika.
Bij de tentoonstelling verscheen een gelijknamige, geïllustreerde brochure, geschreven door een aantal auteurs uit verschillende disciplines en uitgegeven door de Nederlandse Stichting voor Leprabestrijding.
De expositie, waarvan de titel verwijst naar de klepper waarmee leprapatiënten hun komst aankondigden om aalmoezen op te halen, kon op de museumvloer worden gezet dankzij financiële bijdragen van het Ministerie van Welzijn, Volksgezondheid en Cultuur en enkele farmaceutische bedrijven. De officiële opening werd gedaan door Prinses Juliana.